# Herzgewächse (Schönberg)

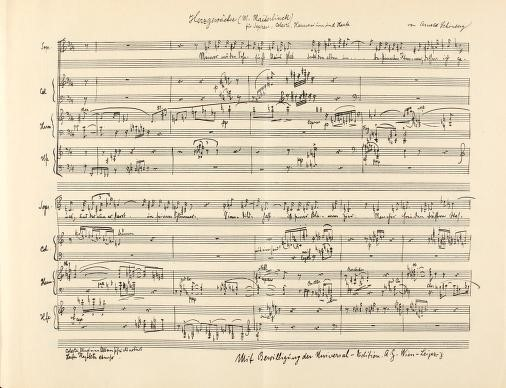
Herzgewächse in: Der Blaue Reiter (1912)

Herzgewächse op. 20 ist ein Kunstlied für hohen Sopran, Celesta, Harmonium und Harfe von Arnold Schönberg aus dem Jahr 1911. Es handelt sich um eine Vertonung des Gedichts Feuillages du cœur (wörtlich eher Herzlaub) von Maurice Maeterlinck aus dem Zyklus Serres chaudes, wobei dem Lied eine Übersetzung von K. L. Ammer und Friedrich von Oppeln-Bronikowski zugrunde liegt. Eine Aufführung dauert etwa drei Minuten. Das Lied zählt zu den Werken aus Schönbergs Schaffensperiode der freien Atonalität und wird gelegentlich als Vorstudie zum Liederzyklus Pierrot Lunaire aus dem Jahr 1912 angesehen.

## Entstehung und Hintergrund
Mit Wassily Kandinsky verband Schönberg eine gute Freundschaft und ein intensiver Austausch. Seine Verehrung für den knapp acht Jahre älteren Maler kommt auch in der Gedichtwahl der Herzgewächse zum Ausdruck. Kandinsky hatte sich in seiner Schrift Über das Geistige in der Kunst sehr wertschätzend über Maeterlinck geäußert, besonders den Zyklus Serres chaudes lobte er für Maeterlincks Abkehr von einer rein materialistischen Auffassung der Dinge und die Möglichkeit seiner Poesie, durch den inneren Klang der Wörter zu einem tieferen, umfassenderen Verständnis der Dinge zu gelangen. Bereits bei der sinfonischen Dichtung Pelleas und Melisande hatte sich Schönberg von einem Werk Maeterlincks inspirieren lassen.
Schönberg komponierte Herzgewächse in der Zeit vom 4. bis zum 9. Dezember 1911. Die Partitur erschien zuerst 1912 im Anhang des Almanachs zur Ausstellung Der blaue Reiter. In den regulären Druck ging sie 1920, eine erste von Schönberg autorisierte Aufführung fand gar erst am 17. April 1928 in Wien statt, mit Marianne Rau-Hoeglauer als Sopranistin.

## Musik
Die Liebe Schönbergs zur Malerei erfährt hier eine weitere musikalische Ausformung: Das Lied experimentiert mit den Klangfarben einer kleinen Kammermusikbesetzung. Die Instrumentation malt Bilder der Textvorlage nach, etwa wenn Meiner müden Sehnsucht blaues Glas durch ein helles, gläsernes Timbre der Begleitung gedeutet wird. Die klanglichen Möglichkeiten der einzelnen Instrumente werden voll ausgeschöpft. Kennzeichnend ist auch die technische Schwierigkeit der Gesangspartie, die einen Ambitus vom tiefen gis bis zum dreigestrichenen f’’’ erfordert.
Schönbergs Polyphonie zeigt sich hier weniger systematisiert als in der Zwölftonperiode. Den Formalismus in Herzgewächse bezeichnet Michael Gallope als quergeschnitten mit mimetischem Kitsch, vermischt mit Feenstaub und dramatischen Gesten. In Schönbergs Schaffen steht Herzgewächse auch für die Abkehr von der regulären Orchester- bzw. Klavierliedbegleitung hin zu einer ausspezifierten, nuancierten kleinen Besetzung. Das Harmonium kann hier durch seine vielen Möglichkeiten der Registrierung als kleines Ersatzorchester angesehen werden.